# ナウファッションエージェンシー
株式会社ナウファッションエージェンシー（now fashion agency）は、東京都千代田区にオフィスを構える日本のモデルエージェンシーである。1970年に設立。関連会社は株式会社フライングボックス。2019年7月にフライングボックスと合併し、社名がN・F・Bに変わる。

## 主な所属モデル
- 田中久美子
- KIKI
- 加賀美レイナ
- 阪井まどか
- Agatha
- 前田エマ
- 莉帆
- 織田梨沙
- クリスティー麻里子
- 志暁
- 田中玲
- tara
- 大場みなみ
- 堀内葉子
- 廣田恵子
- 串田明緖
- 加藤幸子
- 髙田真希
- 朋花
- momo
- 果歩
- BOYEON
- OiYing
- ASOBU
- 石橋マナミ
- 甲山暁美
- 山本佳耶
- ジェシー
- ジョージ
- 華
- 竜敏
- 小林麻美
- スヨン

## 過去の所属モデル
- 青木エミ

- 石井たまよ
- 一戸美夏
- 伊藤麻里也
- 上崎なお
- 岡田智子
- 小川千晴子
- 小野ゆり子
- 加賀美セイラ
- 川瀬遼太
- 河原日出子
- 倉田和穂
- 佐々木ルミ

- 智(さとる)
- 沢村なるみ
- シアン
- ジョリー満利奈
- 鈴木咲子
- 高橋奈々枝
- 高橋美和子
- 田才千恵
- 玉村沙里奈
- 千葉絵美
- 野本かりあ
- 日野和代
- 橋本アキ子
- 長谷川愛奈
- 藤原弘子
- 本田加奈
- 松岡音々
- 宇田川かをり
- マツダアンリ
- マリー・アスキュー
- 鞠子ナナ

- 三ツ井千恵子
- 宮本はるえ
- 三好有衣子
- 山崎しおり
- 伶菜
- ANGELA
- Anne
- Elisa
- Emma
- IAIN
- IZUMI
- Jey
- Karin
- KATIE
- Liu
- niu
- MAYA
- Ren
- Ryuju
- Sei
- SHINA
- Tamy
- Yuriha